# انس پیتر نیلسن
انس پیتر نیلسن (دانمارکی: Anders Peter Nielsen; ۲۵ مهٔ ۱۸۶۷ – ۱۶ آوریل ۱۹۵۰) تیرانداز اهل دانمارک بود.
وی در مسابقات کشوری و بین‌المللی در مجموع برندهٔ ۱ مدال طلا، ۳ مدال نقره شده‌است.